# Ozereanî, Olevsk
Ozereanî (în ucraineană Озеряни) este un sat în așezarea urbană Novi Bilokorovîci din raionul Olevsk, regiunea Jîtomîr, Ucraina.

## Demografie
Componența lingvistică a localității Ozereanî
     Ucraineană (99,71%)
     Alte limbi (0,29%)
Conform recensământului din 2001, majoritatea populației localității Ozereanî era vorbitoare de ucraineană (99,71%), existând în minoritate și vorbitori de alte limbi.